# دیان روف
دیان روف (انگلیسی: Diann Roffe؛ زادهٔ ۲۴ مارس ۱۹۶۷) اسکی‌باز آلپاین اهل ایالات متحده آمریکا بود.
از افتخارات وی می‌توان به کسب مدال طلا در بازی‌های المپیک زمستانی ۱۹۹۴ اشاره کرد.